# İlkay Akkaya
İlkay Akkaya (* 26. Mai 1964 in Istanbul) ist eine alevitische Sängerin und Mitglied der türkischen Musikgruppe Grup Kızılırmak.

## Karriere
Akkaya besuchte die Marmara-Universität in Istanbul. Den ersten Schritt ihrer Musikkarriere begann Akkaya, als sie 1987 Mitglied der Musikgruppe Grup Yorum wurde. 1988 stieg sie zusammen mit Tuncay Akdoğan aus Grup Yorum aus. Am 10. Januar 1990 gründete sie zusammen mit Tuncay Akdoğan und İsmail İlknur die Gruppe Kızılırmak.
Kızılırmak ist derzeit eine der berühmtesten alevitischen Gruppen; sie hat in ganz Europa Konzerte gegeben. Bis April 2008 hat die Gruppe 13 Alben auf den Markt gebracht.
Während der Zeit bei Kızılırmak hat Akkaya auch an ihrer Solokarriere gearbeitet.
Von 1990 bis 1992 war sie im Birlik-Theater in Ankara zu sehen, wo sie im Theaterstück Pir Sultan Abdal die Rolle der Ballihan spielte.
1991 hat sie für den Film Bir Küçük Bulut die Filmmusik komponiert.
Im Jahre 2003 spielte sie im Theaterstück Talan unter der Regie von Zafer Diper mit. Im Mai 2005 spielte sie im Theaterstück Nâzım Hikmet - Şeyh Bedreddin Destanı mit. Für diese Theaterstücke schrieb ebenfalls die Gruppe Kızılırmak die Musik. İlkay Akkaya gibt bis heute viele Konzerte in Europa. Akkaya arbeitete mit Sängern wie Erdal Erzincan und Hasret Gültekin zusammen.

## Diskografie

### Alben mit Grup Yorum
- 1987: Haziranda Ölmek Zor/Berivan
- 1988: Türkülerle

### Alben mit Grup Kızılırmak
- 1990: Pir Sultan Abdal
- 1991: Ölüme de Tilili
- 1991: Gidenlerin Ardından
- 1992: Aynı Göğün Ezgisi
- 1993: Güneşin Olsun
- 1994: Anadolu Türküleri
- 1995: Çığlık
- 1996: Rüzgarla Gelen
- 1997: Günde Dün
- 1998: Sır
- 1999: Gölge
- 2001: Figan
- 2005: Yılkı

### Soloalben
- 1999: Kül
- 2001: Unutma
- 2003: Yine
- 2005: Yalnız
- 2010: Gelmedin Diye
- 2013: Umut
- 2015: Hayat
- 2016: Sizlerle 25 Yıl

### Singles (Auswahl)
- 1997: Puşta Bel Bağlama
- 1997: Şerefe
- 2000: Yol
- 2000: Lele
- 2003: Bir Şehri Düşlemek
- 2003: Fırtınada Gemim
- 2003: Hadi Git
- 2013: Yokluğunda
- 2013: Özledim Seni
- 2015: Sustum
- 2016: Ah Sensiz